# Сосницкая, Елена Яковлевна
Еле́на Я́ковлевна Сосни́цкая (урожденная Воробьёва; 1799 или 10 мая 1800 — 9 января 1855) — русская драматическая актриса и оперная певица (лирическое сопрано), дочь известного придворного оперного певца Я. С. Воробьева и А. И. Воробьевой.

## Биография
Училась в Петербургском театральном училище у князя Александра Шаховского.
В январе 1815 года она выступила с большим успехом в опере «Жоконд, или искатель приключений», а в октябре того же года исполнила роль Алексея в опере Катерино Кавоса «Иван Сусанин». Выступала на сцене петербургского Большого театра.
В январе 1817 года вышла замуж за молодого, но уже известного артиста Ивана Сосницкого и в том же году вместе с мужем выступала в комедии Грибоедова «Молодые супруги» (Аглая). Громкий успех, вероятно, послужил поводом к её переходу из оперы в комедию, где она стала бессменной партнершей своего мужа, хотя, почти до 1821 года, она не оставляла окончательно оперу, участвуя в «Красной Шапочке» Буальдье, «Волшебной флейте» Моцарта (Памина) и др.
В сентябре 1818 года в её бенефис состоялась московская премьера комедии Грибоедова и Жандра «Притворная неверность».
С 1821 г. переходит в комедию на роли субреток и бойких, светских барынь.
Среди ролей: Сусанна в «Свадьбе Фигаро», Дорина в «Тартюфе», Лельская в водевиле Шаховского «Ворожея», Троепольская в комедии «Актеры между собою, или Первый дебют актрисы Троепольской» Н. И. Хмельницкого; Тереза — первая исполнительница («Бабушкины попугаи» с текстом Н. И. Хмельницкого и музыкой А. Н. Верстовского), Доримена («Принужденная женитьба» композитора Н. А. Титова), Темира («Жар-птица, или Приключения Ивана-царевича»), Клаудина («Пиемонтские горы, или Взорвание Чортова моста»), Екатерина Андреевна («Казачка, или Возвращение из похода»); Антося («Кто брат, кто сестра, или Обман за обманом» с текстом А. С. Грибоедова и П. А. Вяземского и музыкой А. Верстовского), Нанетта («Жоконд»), Элиз («Опрокинутые повозки» композитора Буальдьё), Клодина («Моя жена выходит замуж»), Фамусова («Лучший день в жизни, или Урок богатым женихам»). В 1831 году она попробовала сыграть роль Софии в «Горе от ума», но исполнила её недостаточно хорошо.
Почти ни одна из комедий H. Хмельницкого, Павла и Нестора Кукольников, П. А. Каратыгина и других современных писателей не обходились без её участия. С появлением новой комедии Гоголя и Островского, перешла на роли пожилых женщин и комических старух: так в 1836 году она играла роль жены городничего Анны Андреевны в «Ревизоре» (первая исполнительница роли в первой постановке в Александринском театре 22 апреля 1836), в 1842 — Агафьи Тихоновны в «Женитьбе», в 1853 — Панкратьевны в «Бедной невесте» Островского, Каурова в комедии Тургенева «Завтрак у предводителя».
В. А. Крылов (в персоналии «Брокгауза — Ефрона», 1900) называет её жертвой своего ревнивого отношения к своей сценической деятельности; не желая уступить роль Линской, она играла больная, и болезнь обострилась. В конце 1854 г. по болезни она принуждена была уйти со сцены, а в январе следующего года скончалась. Была похоронена на кладбище Воскресенского Новодевичьего монастыря; в 1936 году останки супругов Сосницких были перенесены в Александро-Невскую лавру на Тихвинское кладбище — Некрополь мастеров искусств.
Партнеры: П. Злов, Г. Климовский, Е. Сандунова, В. Самойлов, В. Шемаев.